# Émilien Rochette
Émilien Rochette, né à Québec le 5 mai 1901 et mort à Kitchener en Ontario le 7 janvier 1972, est un voyageur de commerce et homme politique québécois. 
Il est député à l'Assemblée législative du Québec de la circonscription de Québec pour l'Union nationale de 1956 à 1960,.

## Hommages toponymiques
Le boulevard des étudiants dans la ville de Québec portait auparavant le nom de boulevard Émilien-Rochette entre 1960 et vers 1970 dans la ville de L’Ancienne-Lorette une rue porte son nom.